# Щемилово
Щеми́лово — деревня в Ногинском районе Московской области России. С 1 января 2006 года входит в состав муниципального образования «Городское поселение Старая Купавна». Расположена в 15 км от Москвы на западе Ногинского района на 31-м км Горьковского шоссе.

## История
Впервые упоминается в 1861 году как деревня Новая Щемилова в составе села Воскресенское Родинки. До этого она являлась частью деревни Новая, входившей в село Воскресенское Родинки. С 1890 года носит современное упрощённое название деревня Щемилово Шаловской волости Богородского уезда. Через деревню Щемилово проходит знаменитый Владимирский тракт, он же Большая Владимирская дорога или Скотопрогонный тракт.
В 1928 году тогда ещё в селе Родинки обосновались гидрогеологи. Первая их экспедиция, Щемиловская гидрогеологическая партия (ЩГГП), обслуживавшая геологические точки (буровые скважины) Ногинского района, располагалась на месте дачи московской купчихи О. П. Татарниковой при сельце Родинки. С 1866 до 1909 год эта дача принадлежала богородскому землевладельцу Протасьеву А. П. и его наследникам. Скважины ЩГГП были законсервированы в 1955 году. Ещё в 1948 году 27 гектаров бывшей усадьбы Татарниковой в Родинках, которая использовалась для размещения ЩГГП, передали Купавинской тонкосуконной фабрике под пионерский лагерь. Сейчас на этом месте находится коттеджный посёлок «Лесная Купавна» (газета Купавинские вести № 35 (154) от 12.09.14 г.).
23 февраля 1941 года в Щемилове был открыт 22-й Бронетанковый ремонтный завод, ремонтировавший бензиновые, в том числе мотоциклетные, и дизельные двигатели, танковых агрегатов и танков. В 1990-е годы на базе завода было образовано федеральное государственное унитарное предприятие (ФГУП), в 2000-е годы его преобразовали в открытое акционерное общество, входившее в систему ОАО «Спецремонт» (ОАО «Оборонсервис») В 2014 году завод был передан в ведение ОАО «Научно-производственная корпорация „Уралвагонзавод“».. Завод находится в микрорайоне 30 км.
30 октября 1946 года Исполнительный комитет Московского областного совета выделил участок земли вблизи деревни Щемилово для размещения Комплексной гидрогеологической экспедиции института ВСЕГИНГЕО (Всесоюзный (ныне Всероссийский) НИИ гидрогеологии и инженерной геологии). 21 декабря 1961 года принято решение о строительстве в Щемилово экспериментального полигона Комплексной экспедиции ВСЕГИНГЕО (раньше институт располагался по адресу Москва, улица Ордынка, д. 32). В том же 1961 году в Щемилово из Москвы перебазируется институт ВСЕГИНГЕО со всеми лабораториями и отделами. 14 ноября 1974 года Исполком Мособлсовета создаёт на базе посёлка, возникшего на базе ВСЕГИНГЕО, посёлок Зелёный.
В 2011 году рядом с деревней начато строительство жилого комплекса «Новое Бисерово». Построенные дома получили адрес: деревня Щемилово, улица Орлова.

## Население
| 1852 | 1859 | 1869 | 1890 | 1926 | 2002 | 2006 |
| ---- | ---- | ---- | ---- | ---- | ---- | ---- |
| 123  | ↗132 | ↘121 | ↘53  | ↗80  | ↗835 | ↘451 |
| 2010 |      |      |      |      |      |      |
| ↗875 |      |      |      |      |      |      |